# Megabothris rectangulatus
Megabothris rectangulatus är en loppart som först beskrevs av Einar Wahlgren 1903.  Megabothris rectangulatus ingår i släktet Megabothris och familjen fågelloppor. Inga underarter finns listade i Catalogue of Life.